# طلال أبو غزالة
طلال توفيق أبو غزالة (22 أبريل 1938 م) هو المؤسس والرئيس لمجموعة طلال أبو غزالة الدولية، وهي مجموعة شركات عالمية تقدم الخدمات المهنية في مجالات المحاسبة والاستشارات الإدارية ونقل التكنولوجيا والتدريب والتعليم والملكية الفكرية والخدمات القانونية وتقنية المعلومات والتوظيف والترجمة والنشر والتوزيع. وبالإضافة إلى منحه لقب قائد المحاسبة العربية، اعتُرف أيضًا بفضله في الترويج لأهمية الملكية الفكرية في المنطقة العربية.

## السيرة الذاتية
ولد طلال توفيق أبو غزالة في يافا في فلسطين في 22 أبريل 1938، لأب فلسطيني وأم سورية، ثم انتقل بعد النكبة الفلسطينية عام 1948 إلى قرية الغازية اللبنانية والتي تبعد ربع ساعة عن مدينة صيدا الساحلية. تلقّى تعليمه الابتدائي والثانوي في صيدا، ثم تابع تعليمه الجامعي في الجامعة الأمريكية في بيروت حيث حصل على منحة دراسية كاملة. عندما كان طلال أبو غزالة لا يزال طالباً جامعياً، عمل كمعلّم ومترجم. وحصل على أول عمل له بعد التخرج في شركة تدقيق. في عام 1969، قرر طلال أبو غزالة لدى سماعه خطاباً حول الملكية الفكرية في مؤتمر تايم-وورنر في سان فرانسيسكو العمل في مجال حقوق الملكية الفكرية بالإضافة إلى المحاسبة.
وفي عام 1972، تم إنشاء شركتين وهما شركة طلال أبو غزالة (تاجكو) وأبو غزالة للملكية الفكرية (أجيب)، حيث اختصت الأولى في مجال المحاسبة بينما اختصت الثانية في مجال الملكية الفكرية. ومنذ ذلك الحين، أسس الأستاذ طلال أبو غزالة ما مجموعه 140 شركة للخدمات المهنية المتخصصة في مجالات متنوعة مثل الإدارة والاستشارات والخدمات القانونية وتقنية المعلومات وغيرها الكثير.
على مر السنين، نجح أبو غزالة في إنشاء شراكات وثيقة مع منظمات عالمية مثل الأمم المتحدة ومنظمة التجارة العالمية. في 4 أبريل 2007، عيّن الأمين العام للأمم المتحدة بان كي مون الأستاذ طلال أبو غزالة كنائب رئيس الاتفاق العالمي خـلال اجتماعه الثاني الذي عُقِد في مقر الأمم المتحدة في نيويورك.
في حزيران 2009، عيّنت منظمة الأمم المتحدة السيد طلال أبو غزالة رئيساً للائتلاف العالمي لتقنية المعلومات والاتصالات والتنمية التابع للأمم المتحدة للشؤون الاقتصادية والاجتماعية خلفاً لرئيس شركة «إنتل» كريج باريت.
وفي 28 نوفمبر 2010، صدرت الإرادة الملكية السامية بتعيين طلال أبو غزالة، رئيس ومؤسس مجموعة طلال أبو غزالة، عضوا في مجلس الأعيان الأردني. في أكتوبر من عام 2011 قدّم العين طلال أبو غزالة استقالته رسميا من مجلس الأعيان لرئيس المجلس طاهر المصري؛ وأوضح أن الاستقالة جاءت تنفيذاً واحتراماً للتعديلات الدستورية، والتي تشترط في عضو مجلس الأمة أن لا يحمل جنسية دولة أخرى إضافة إلى الجنسية الأردنية، وقد أعيد تعيينه من قبل الملك عبد الله الثاني بن الحسين عام 2016.
وفي عام 2014، صدر كتاب «سرّ المجد» للكاتبة ليلى الرفاعي وهو أول كتاب يسرد حِكايةَ حياةِ الدكتور طلال أبو غزالة منذ كان طفلاً فلسطينياً لاجئاً، حيث هُجِّرَ قسراً تحت وطأةِ الإحتلالِ الصهيوني عامَ 1948. يقع كتاب سر المجد في 320 صفحة ملونة من القطع المتوسط، ويزخر بالمعلومات الهامة عن حياته وإنجازاته.
يُقدِّم منذ يناير 2020، برنامجا أسبوعيا اقتصاديا في قناة آر تي العربية بعنوان «العالم إلى أين؟».
يكتب في «صحيفة الجزيرة» السعودية من عام 2019م.

## شهادات فخرية وأوسمة مختارة
- وسام الاستقلال الأردني من الدرجة الأولى من الملك عبد الله الثاني ابن الحسين ـ قصر رغدان-المملكة الأردنية الهاشمية 2016.
- وسام الإبداع التقني والتحوّل الرقمي من مجتمع المنظمات الإنسانية الإقليمية المانحة، مؤتمر الإبداع التقني الخيري، البحرين 2016.
- جائزة الأوسكار التعليمي في دبي، برعاية اتحادِ المبدعين العرب، وبتنظيم مركز تنمية الموارد البشرية HDTC.[16][17]
- جائزة الخريج المميّز لعام 2016 من الجامعة الأمريكية في بيروت- 2016.
- جائزة فخرية للشراكة القوية مع برنامج الأمم المتحدة الإنمائي، الأردن-2016.
- جائزة فخرية لتعزيز العلاقات الصينية العربية من سعادة السيد شي جين بينغ، رئيس جمهورية الصين الشعبية، مصر- 2016.
- جائزة طلال أبو غزالة للمسؤولية الاجتماعية والتي أطلقتها الشبكة الإقليمية للمسؤولية الاجتماعية تقديراً لدوره وجهوده في المبادرات المجتمعية، مملكة البحرين – 2014.
- جائزة قائد الرؤية من جوائز آسيا في قيادة التعليم، الإمارات العربية المتحدة – 2013.
- جائزة الشخصية المعلوماتية العربية للعام 2010 من اتحاد جمعيات المعلوماتية العربية، مملكة البحرين -2010.
- جائزة قناة تلفزيون الجزيرة للإنجاز مدى الحياة، قطر- 2004.
- عضو لجنة خبراء في منظمة التجارة العالمية 2012.
- الجائزة العربية للإبداع الإعلامي من الملتقى الإعلامي العربي، الكويت-2012.
- رجل الإنجاز لعام 2012 من مؤسسة فلسطين الدولية-2012.
- عضو مجلس الأعيان الأردني، عمان، الأردن، 2010 - 2011.
- جائزة تقديرية، الاتحاد العربي لحماية حقوق الملكية الفكرية، الأردن 2009.
- الجائزة الدولية للإبداع في إنجازات الحياة المهنية، دبي، الإمارات العربية المتحدة 2008.
- قاعة مشاهير الملكية الفكرية، أكاديمية قاعة مشاهير الملكية الفكرية، شيكاغو، الولايات المتحدة الأمريكية 2007.
- الدكتوراه الفخرية في الإدارة والاقتصاد، جامعة جرش، الأردن- 2016.
- الدكتوراه الفخرية في إدارة الأعمال، جامعة مؤته، الأردن – 2015.
- الدكتوراه الفخرية في العلوم الإنسانية، جامعة بيت لحم، فلسطين -2014.
- دكتوراه فخرية في الآداب جامعة كانيسيوس، نيويورك، الولايات المتحدة الأمريكية - 1988.
- بكالوريوس في إدارة الأعمال، الجامعة الأمريكية في بيروت، لبنان – 1960.
- وسام الجمهورية التونسي - 1985.
- وسام جوقة الشرف الفرنسي برتبة فارس، فرنسا - 1985.
- درع جمعية المحاسبين والمدققين الكويتية - 1983.
- جائزة ميركوري الذهبية العالمية، البحرين - 1978.
- وسام الاستقلال الأردني، الأردن - 1967.

## المؤسسات الأكاديمية
- مركز أبو غزالة كامبردج لتقنية المعلومات، عمان-الأردن (2001).
- كلية طلال أبو غزالة للدراسات العليا في الأعمال والإدارة، الجامعة الأمريكية في بيروت - لبنان (1978 - 1983).
- مركز طلال أبو غزالة للبحوث، جامعة كانيسيوس، بافالو، الولايات المتحدة الأمريكية (1988).
- كلية طلال أبوغزاله للدراسات العليا في إدارة الأعمال – الأردن TAG-SB.
- كلية طلال أبوغزاله الجامعية – البحرين TAG-UCB.
- جامعة طلال أبوغزاله الدولية TAGI-UNI.
- مركز طلال أبوغزاله كونفوشيوس ; لإبراز القيم المشتركة للثقافتين العربية والصينية TAG-Confucius.
- المنظمة العربية لشبكات البحث والتعليم ASREN.
- المنظمة العربية لضمان الجودة في التعليم AROQA .

## رئاسات مختارة
- الرئيس - المجلس الفخري لائتلاف التحضر المستدام، الولايات المتحدة 2015.
- رئاسة مشتركة - الشبكة العالمية للتقنيات الرقمية للتحضر المستدام، الولايات المتحدة 2015.
- الرئيس - شبكة الرؤساء التنفيذيين للبيئة، المملكة الأردنية الهاشمية 2015.
- الرئيس الفخري لجمعية مدققي الحسابات القانونيين الفلسطينية، فلسطين 2015.
- رئيس التحالف العربي لصناعة الخدمات، لبنان 2015.
- رئيس جمعية الأوركسترا الأردنية الوطنية، المملكة الأردنية الهاشمية 2014.
- رئيس فريق عمل المنتدى الإقتصادي العربي، المملكة الأردنية الهاشمية 2013.
- رئيس المنتدى الصيني العربي - للأعمال والثقافة، المملكة الأردنية الهاشمية 2013.
- رئيس، التحالف العربي لصناعة الخدمات، الدوحة،2012.
- رئيس كلية طلال أبوغزاله الجامعية للأعمال TAG-UCB مملكة البحرين 2012.
- رئيس جامعة طلال أبوغزاله الدولية TAGI-UNI لبنان 2012.
- رئيس المرصد الاقتصادي الأردني، المملكة الأردنية الهاشمية 2012.
- رئيس مركز البحث والعمل الاستراتيجي، سويسرا 2012.
- رئيس المؤسسة العربية البلطيقية للأعمال والتعليم، المملكة الأردنية الهاشمية 2012 إلى الآن.
- رئيس مبادرة كلنا لفلسطين، فرنسا 2011 إلى الآن.
- رئيس اللجنة الاستشارية العليا، منظمة التعاون الدولية، تركيا 2012 إلى الآن.
- رئيس منتدى تطوير السياسات الاقتصادية، المملكة الأردنية الهاشمية 2011 - إلى الآن.
- رئيس المظمة العربية لشبكات البحث والتعليم ASREN، ألمانيا 2010 إلى الآن.
- رئيس، التحالف الدولي لتقنية الاتصالات والمعلومات، نيويورك - الولايات المتحدة الأمريكية (2009) الأمم المتحدة للتحالف العالمي لتكنولوجيا المعلومات والاتصالات والتنمية 2009-2010.
- رئيس، مجلس مجتمع المعرفة الأفروأسيوي - مصر (2009).
- رئيس معهد العالم العربي للإنترنت، الولايات المتحدة الأمريكية 2008.
- رئيس لجنة موسوعة التمييز والحضارة، الرياض - السعودية (2008).
- رئيس مجلس الإدارة المشارك للميثاق العالمي للأمم المتحدة، الولايات المتحدة الأمريكية 2006 - 2008.
- رئيس المنظمة العربية لضمان الجودة في التعليم، بلجيكا 2007 إلى الآن.
- رئيس الميثاق العالمي للأمم المتحدة، نيويورك، الولايات المتحدة الأمريكية 2007 – 2008.
- رئيس فريق الأمم المتحدة لتقنية المعلومات والاتصالات والتنمية، نيويورك 2006 – 2010.
- رئيس كلية طلال أبوغزاله للدراسات العليا في إدارة الأعمال - المملكة الأردنية الهاشمية منذ 2006.
- رئيس مبادرة الأعمال لدعم المجتمع المعلوماتي، غرفة التجارة الدولية، باريس- فرنسا (2006 - 2008).
- رئيس جهاز صنع القرار لمجموعة إفيان، جنيف سويسرا (2006 - 2009).
- رئيس مجموعة إفيان المنطقة العربية 2006-2009.
- نائب رئيس، فريق الأمم المتحدة لتقنية الاتصالات والمعلومات، نيويورك- الولايات المتحدة الأمريكية (2006).
- رئيس مجلس أمناء توجهات أوروبا، باريس-فرنسا (2005 - 2007).
- رئيس، فريق عمل غرفة التجارة الدولية، باريس- فرنسا (2005– إلى الآن).
- رئيس فريق الأمم المتحدة للمعلومات وفرقة العمل المعنية بتكنولوجيا الاتصالات الولايات المتحدة الأمريكية 2004-2006.
- رئيس اللجنة الاستشارية لحوكمة الإنترنت -الأمم المتحدة لتقنية المعلومات والاتصالات، نيويورك-الولايات المتحدة الأمريكية (2003-2004).
- رئيس فريق غرفة التجارة العالمية حوكمة الانترنت، فرنسا-باريس (2003 - 2004).
- رئيس المجمع العربي للوساطة والتحكيم في الملكية الفكرية، المملكة الأردنية الهاشمية 2003 إلى الآن.
- رئيس الشبكة العربية الإقليمية لفريق الأمم المتحدة لتقنية المعلومات والاتصالات، نيويورك- الولايات المتحدة الأمريكية (2001-2004).
- رئيس مجموعة عمل الطاقة البشرية وبناء القدرات التابعة لفريق الأمم المتحدة لتقنية المعلومات والاتصالات، نيويورك- الولايات المتحدة الأمريكية (2001-2002).
- رئيس هيئة التجارة الإلكترونية وتقنيات المعلومات والاتصالات - غرفة التجارة الدولية، باريس- فرنسا (2001 _ 2008).
- رئيس مجلس إدارة فريق خبراء أسماء المواقع العربية، عمان - الأردن (2001).
- رئيس جمعية خبراء التراخيص الدول العربية عمان-الأردن (1998 – إلى الآن).
- رئيس مجموعة الخبراء العاملة الحكومية لمعايير المحاسبة والإبلاغ الدولية لدى الأمم المتحدة، نيويورك - الولايات المتحدة الأمريكية 1995 _ 1996.
- رئيس لجنة خبراء معايير المؤهلات المهنية التابعة للأمم المتحدة، جنيف- سويسرا (1995-1998).
- رئيس مجلس الشرق الأوسط، مركز الدراسات الاستراتيجية الدولية، الولايات المتحدة الأمريكية 1995 – 1997.
- رئيس مؤتمر الأمم المتحدة حول تطوير تعليم المحاسبة، الولايات المتحدة الأمريكية 1995.
- رئيس لجنة الشؤون البلدان الصناعية والنامية الحديثة، لجنة معايير المحاسبة الدولية (1995-1998).
- رئيس مجلس إدارة المجمع العربي للإدارة والمعرفة، نيويورك- الولايات المتحدة الأمريكية (1989- إلى الآن).
- رئيس مجلس إدارة المجمع العربي للملكية الفكرية، ميونيخ ألمانيا (1987 - إلى الآن)(بصفة استشارية للمنظمة العالمية للملكية الفكرية).
- رئيس مجلس إدارة المجمع العربي للمحاسبين القانونيين، لندن - المملكة المتحدة 1985 _ إلى الآن (بصفة استشارية لدى المجلس الاقتصادي والاجتماعي التابع لمنظمة الأمم المتحدة).

## عضويات مختارة في مجالس إدارة
- المجلس الاستشاري لمؤشر تنافسية المواهب العالمي (جي.تي.سي.آي)، انسياد، فرنسا 2017.
- المجلس ذو المستوى العالي لبرنامج الأمم المتحدة لصندوق الاستثمار في المجتمع UNSIF-HLAB 2017.
- عضوية فخرية من جمعية المحاسبين والمراجعين الكويتية، الكويت 2017.
- سفيرا خاصا للسياحة، الأمم المتحدة للسياحة UNWTO مدريد اسبانيا 2017.
- اللجنة التأسيسية للمجلس الإسلامي للمؤسسات المانحة، قطر 2016.
- المجلس الاستشاري لمؤشر تنافسية المواهب العالمي (جي.تي.سي.آي)، انسياد، فرنسا 2014.
- المجلس الاستشاري لجامعة حمدان بن محمد الإلكترونية، الإمارات العربية المتحدة 2014.
- لجنة بريتون وودز العالمية، الولايات المتحدة الأمريكية 2014.
- سفير دولي للمسؤولية الاجتماعية من الشبكة الإقليمية للمسؤولية الاجتماعية، مملكة البحرين 2014.
- اللجنة الملكية للنزاهة، المملكة الأردنية الهاشمية 2013.
- مجلس العلاقات العربية مع أمريكا اللاتينية ودول الكاريبي برئاسة فخامة الدكتور ليونيل فيرنانديز، الرئيس السابق لجمهورية الدومينيكان، الإمارات العربية المتحدة 2013.
- فريق الخبراء في منظمة التجارة العالمية لرسم مستقبل التجارة العالمية، سويسرا 2012.
- مهرجان المفكرين، الإمارات العربية المتحدة 2011.
- المجلس الإستشاري الدولي لجامعة البحرين، مملكة البحرين 2010 - 2011.
- اللجنة الاستشارية الدولية، المدينة الإلكترونية (البحرين) للملك حمد بن عيسى آل خليفة البحرين 2009.
- مجلس إدارة، منظمة تضامن الشعوب الافروآسيوية (2008).
- المجلس التنفيذي، غرفة التجارة الدولية، باريس - فرنسا (2006-2009).
- مجلس غرفة التجارة الدولية، باريس- فرنسا (2007).
- مجلس أمناء المنظمة العربية لمكافحة الفساد لبنان 2007- إلى الآن.
- مجلس إدارة، الميثاق العالمي للأمم المتحدة، نيويورك - الولايات المتحدة الأمريكية، 2006-2008.
- المجلس الاستشاري، مجموعة إيفيان- جنيف-سويسرا (2005- 2009).
- مجلس إدارة مؤسسة الملك حسين، واشنطن - الولايات المتحدة الأمريكية (2005 - إلى الآن).
- المجلس الاستشاري الدولي، التحالف العالمي نيويورك- الولايات المتحدة الأمريكية، (2005).
- المجلس الاستشاري، ورلد لينكس المنطقة العربية- الولايات المتحدة الأمريكية (2004-2005).
- مجلس إدارة ورلد لينكس الدولية، واشنطن – الولايات المتحدة الأمريكية (2003-2004).
- مجلس أمناء، مؤسسة ومركز الحسين للسرطان (KHCC)، عمان - الأردن (2003 - 2006).
- مجلس أمناء، المعهد الوطني للموسيقي (NMC)، عمان - الأردن (2003 - 2005).
- المجلس الاستشاري، لجنة القطاع العامّ التابعة للاتحاد الدولي للمحاسبين (IFAC)، نيويورك- الولايات المتحدة الأمريكية (2003 -2006).
- المجلس الاستشاري، بوابة التنمية لمجتمع المعرفة، البنك الدولي، واشنطن- الولايات المتحدة الأمريكية (2002-2005).
- المكتب الاستشاري للأعمال التابع للمنظمة العالمية للملكية الفكرية (WIPO)، جنيف-سويسرا (1999-2000).
- المجلس الاستشاري لمركز الشرق الأوسط لمركز الدراسات الإستراتيجية والدولية (CSIS)، واشنطن- الولايات المتحدة الأمريكية (1995-1997).
- مجلس إدارة الاتحاد الدولي للمحاسبين (IFAC)، نيويورك- الولايات المتحدة الأمريكية، (1992).
- مجلس إدارة لجنة معايير المحاسبة الدولية (IASC)، لندن- المملكة المتحدة (1988-1990).
- منتدى الفكر العربي 1988 حتى الآن
- مجلس إدارة لجنة ممارسات التدقيق الدولية التابعة للاتحاد الدولي للمحاسبين (IAPC)، نيويورك- الولايات المتحدة الأمريكية (1987-1990).
- مجلس المحافظين، مركز كيك للدراسات الإستراتيجية الدولية، كليرمونث- كاليفورنيا (1985-1988).
- مجلس أمناء الجامعة الأمريكية في بيروت – لبنان (1980-1982).

## كتبه
- البطانية تصبح جاكيت.[18]
- من طلال أبو غزاله إلى أبنائه.
- سيرة ومسيرة نجاح (2024).
- من الأمم المتحدة إلى الشعوب المتحدة (2025).[19]

## كتب عنه
- طلال أبوغزاله ... رجل تسكنه المعرفة.
- سر المجد – رجل من بلدي.
- طلال أبوغزاله – الصعود إلى القمة.
- أبوغزاله وحق العودة.
- طلال أبوغزاله... من المعاناة إلى العالمية.
- طلال أبوغزاله ... رجل من المستقبل.
- عالم طلال أبوغزاله.

## وصلات خارجية
- الموقع الشخصي لطلال أبو غزالة
- موقع مجموعة طلال أبو غزالة
- موقع شركة طلال أبو غزالة الدولية